# Соломирский, Дмитрий Павлович
Дмитрий Павлович Соломирский (1838 — 1923) — последний представитель династии горнозаводчиков Турчаниновых — Соломирских, известный меценат. Сын П. Д. Соломирского, внук Д. П. Татищева, правнук Алексея Фёдоровича Турчанинова

## Биография
Родился в 1838 году.
Окончил юридический факультет Московского университета. С 1861 года был мировым посредником по Пермскому уезду, с 1866 года — младший чиновник особых поручений при губернаторе. С 1867 года находился в распоряжении Главного военно-судного управления; с 1869 года — чиновник особых поручений при почтовом департаменте. В 1873 году был причислен к Министерству внутренних дел; с 1878 года — член Екатеринбургского окружного суда.

## Управление заводами
В 1879 году вышел в отставку и приступил к непосредственному управлению наследственными предприятиями. Активизировал скупку паев в семейном бизнесе у других наследников Турчаниновых — Соломирских. В 1888 году доля Дмитрия Павловича в заводах превысила 50 %, в 1906 году он уже был владельцем 103 паев из 126. Однако особого интереса к предпринимательству он не проявлял, увлекаясь орнитологией и горным делом. Вернулся на государственную службу 22 ноября 1888 года.
Тем не менее, он инициировал и финансировал процесс технического переоснащения металлургического производства на своих предприятиях. Были перестроены и укреплены плотины, с целью сбережения лесов и повышения рентабельности в качестве топлива стали использоваться газ и торф. Проводилась активная разведка и разработка новых месторождений металла, начали работу несколько новых мартеновских печей, кричное производство было заменено пудлинго-сварочным, что позволило существенно повысить качество продукции. Была сделана ставка не только на повышение производства металла, но и изделий из него (сортовое, листовое, резное, угловое, обручное и шинное железо, разные сорта чугуна и т. д.)

## Благотворительная деятельность
Оказывал благотворительную помощь раненым в ходе Русско-Турецкой войны, Русско-японской войны и Первой мировой войны. С 1877 года по 1905 год руководил петербургским складом Красного Креста, находившимся под августейшим покровительством императрицы Марии Фёдоровны. В 1911 году Мария Фёдоровна утвердила Соломирского на должности помощника попечительницы детского приюта епископа Мефодия в Санкт-Петербурге.
Принимал финансовое участие в возведении больниц, школ и храмов при своих заводах. Открыл в Сысерти приют для девочек из многодетных рабочих семей и девочек-сирот. Там они проживали до замужества, а затем их обеспечивали приданым. Вдовам выдавалось единовременное пособие, а если было необходимо, строился новый дом. В 1883 году императрица Мария Фёдоровна, желая подчеркнуть вклад Дмитрия Павловича в благотворительную деятельность, подарила ему икону для церкви, строившейся в Полевском.
Финансировал деятельность различных учебных заведений, был почетным членом попечительного совета Екатеринбургской художественно-промышленной школы, почетным попечителем Екатеринбургской мужской гимназии. Помогал Екатеринбургскому отделению Императорского русского музыкального общества; с 1913 года был его председателем. Участвовал в создании Екатеринбургского театра оперы и балета. В 1916 году финансировал создание в Екатеринбурге музыкального училища. Являясь активным участником Уральского общества любителей естествознания, Дмитрий Павлович прилагал немало усилий для пополнения музейных фондов общества.

## Творческая и научная деятельность

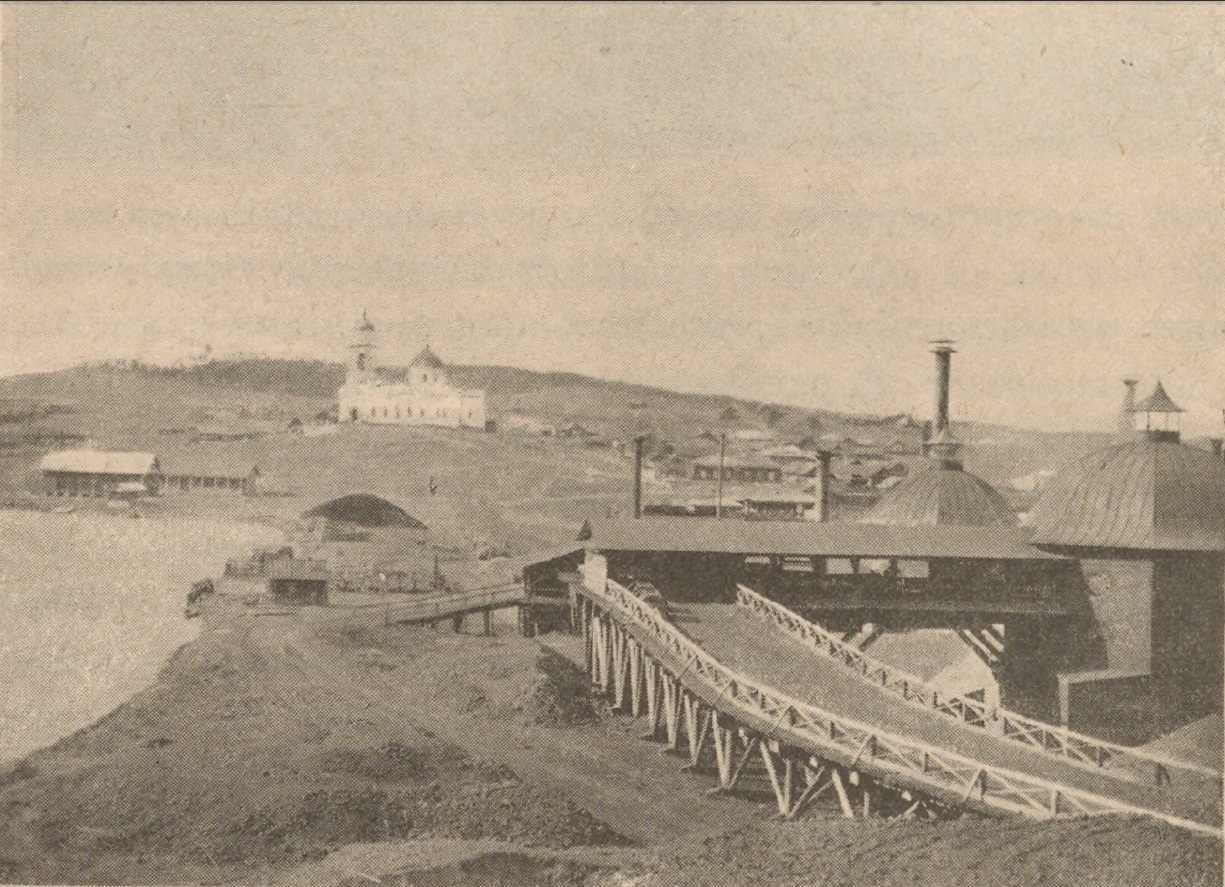
Вид на эстакады Северского железоделательного завода, плотину и Свято-Троицкую церковь. Фото Д. П. Соломирского (1886 год)

Дмитрий Павлович Соломирский интересовался орнитологией, фотографией, очень любил музыку и даже сам стал автором нескольких пьес. В 1914 году в Стокгольме издал «Атлас орнитологии Европы», в котором были помещены 900 снимков, сделанных лично Дмитрием Павловичем. По оценкам специалистов, этот атлас не имел аналогов в науке того времени. Сохранилось большое количество уникальных фотографий, на которых владелец запечатлел виды Полевского, Северского и Сысертских заводов конца XIX — начала XX века.

## Конец династии
В конце XIX века, в связи с экономическим кризисом, Русско — японской войной, революцией 1905 года, ситуация на предприятиях Соломирского ухудшилась. Цены на металл снизились, заводовладельцу пришлось сокращать издержки, в том числе заработную плату рабочим. В результате Соломирский регулярно стал получать угрозы в свой адрес, один раз в него даже стреляли. В этих условиях в 1912 году заводовладелец принял решение продать свой бизнес специально созданной для этой цели британской компании — Акционерному обществу Сысертского горного округа.
Все члены семьи Соломирского ещё до 1917 года выехали во Францию. Сам бывший заводовладелец, оставшись в России, оказался без средств к существованию. Уральское общество любителей естествознания ходатайствовало перед представителями советской власти, памятуя о заслугах Дмитрия Павловича в комплектовании музейных фондов и поддержке, оказанной уральским ученым. В результате ему была назначена небольшая пенсия. На склоне лет Соломирский жил на иждивении у одного из своих бывших служащих. Умер в 1923 году.

## Награды
За свои достижения был отмечен различными наградами:
- 1879 — орден Св. Станислава 2-й степени;
- 1892 — орден Св. Анны 2-й степени;
- 1896 — орден Владимира 4-й степени;
- 1905 — егермейстер;
- 1910 — действительный статский советник;
- 1913 — орден Св. Владимира 3-й степени.